# McGrath (Alaska)
McGrath ist ein in der Yukon-Koyukuk Census Area im US-Bundesstaat Alaska gelegener Ort mit dem Status City mit 316 Einwohnern (2019).

## Geographie
McGrath liegt an der Mündung des Takotna Rivers in den Kuskokwim River. Die Entfernung zu dem südöstlich gelegenen Anchorage beträgt 350, zum nordöstlichen Fairbanks 440 Kilometer. Der Denali-Nationalpark beginnt rund 160 Kilometer entfernt in östlicher Richtung.

## Geschichte
Erste Siedler ließen sich Anfang der 1900er Jahre in der Gegend nieder. 1907 wurde der Ort zu Ehren von Peter McGrath, einem US-Marshal McGrath genannt und überwiegend auf der nördlichen Seite des Kuskokwim Rivers angelegt. Nach einer großen Überschwemmung im Jahr 1933 zogen die meisten Bewohner auf die südliche Flussseite. Da McGrath der nördlichste Punkt des Kuskokwim-Rivers war, der mit großen Schiffen erreicht wurde und außerdem im Jahr 1940 Einrichtungen der Federal Aviation Administration sowie eine Start- und Landebahn für Flugzeuge gebaut wurden, entwickelte sich der Ort zu einem wichtigen Tankstopp für militärische Ausrüstung während des Zweiten Weltkriegs.

## Wirtschaft  und Transport

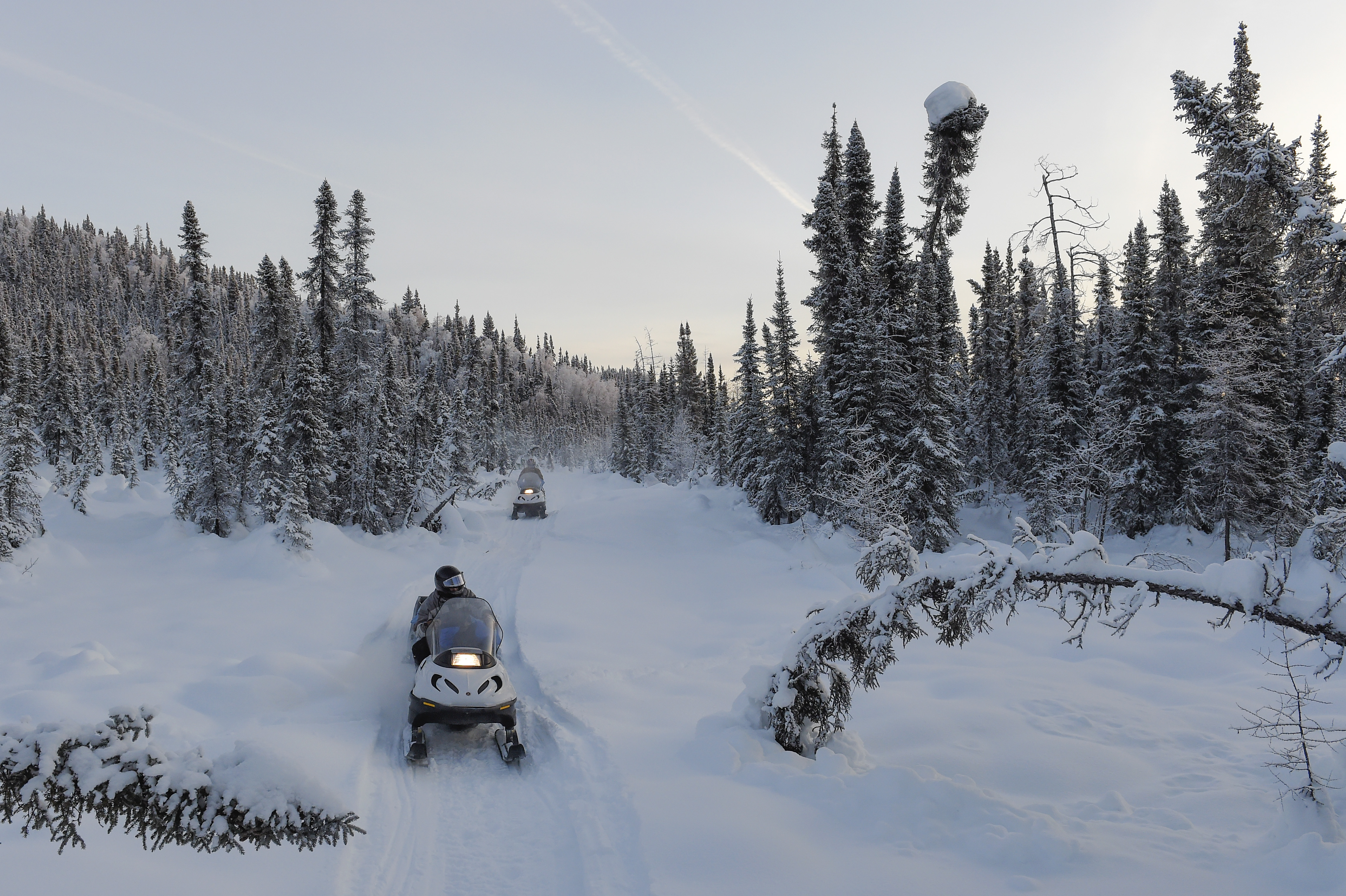
Lieferung von Spielzeug für Kinder zu Weihnachten per Snowmobil nach McGrath

McGrath fungiert heute in erster Linie als Transport-, Kommunikations- und Versorgungszentrum für die umliegende Region. Der Ort wird zunehmend auch für den Tourismus erschlossen und von Naturliebhabern, Ornithologen, Jägern und Anglern besucht. Elche erscheinen zuweilen selbst am Ortsrand oder auf der Flughafenpiste. Während der Sommermonate ist McGrath auf dem Luft- oder Wasserweg problemlos erreichbar. Eine befestigte Fernstraße existiert nicht, es gibt jedoch eine Infrastruktur von lokalen Straßen. Winterwege sind nach Nikolai und Takotna markiert, die mittels Snowmobil oder Hundeschlitten befahren werden. McGrath ist auch ein Kontrollpunkt (Checkpoint) im Rahmen des Iditarod, des weltweit längsten Hundeschlittenrennens.

## Klima
Die Temperatur schwankt im Sommer zwischen 17 und 32 °C, im Winter zwischen – 57 und – 18 °C. Die Schneefallhöhe beträgt im Jahresdurchschnitt 2,2 Meter. In der Regel ist der Fluss zwischen Mai und Oktober eisfrei.

## Demografische Daten
Im Jahre 2014 wurde eine Einwohnerzahl von 344 Personen ermittelt, was eine Abnahme um 14,2 % gegenüber dem Jahr 2000 bedeutet. Das Durchschnittsalter der Bewohner lag im Jahre 2014 mit 40,3 Jahren über dem Durchschnittswert von Alaska, der 33,5 Jahre betrug. Der Anteil der auf die Ureinwohner zurückzuführenden Einwohner betrug zu diesem Zeitpunkt 31,7 %. Diese stammen überwiegend von den Aleuten, Yupik und Iñupiat sowie Völkern mit Athapaskischen Sprachen ab.